# NGC 544
NGC 544 je galaksija u zviježđu Kipar.

## Vanjske poveznice
- SEDS: NGC 0544